# San Remo (Australia)
San Remo – miasto w Australii, w stanie Wiktoria.